# StreamWatch
StreamWatch es un programa de monitoreo ambiental centrado en la cuenca del río Rivanna, que abarca 766 millas cuadradas (1983,9 km²) en el centro de Virginia, Estados Unidos. Los datos recopilados por StreamWatch son útiles para las comunidades de la ciudad de Charlottesville y los condados de Albemarle, Fluvanna y Greene, ya que contribuyen a mantener arroyos saludables y restaurar aquellos que han sufrido daños. StreamWatch promueve la idea de que cuando diversos sectores de la comunidad comparten un acuerdo básico sobre la condición de un recurso, se incrementan las posibilidades de una gestión sólida y colaborativa.

## Acerca de
Fundado en 2002 como una colaboración entre The Nature Conservancy, la Rivanna Conservation Society, el Distrito de Conservación de Suelos y Agua de Thomas Jefferson, la Comisión de la Cuenca del Río Rivanna y laComisión del Distrito de Planificación de Thomas Jefferson Archivado el 8 de febrero de 2016 en Wayback Machine., StreamWatch sigue siendo administrado y financiado por una combinación de organizaciones gubernamentales y no gubernamentales. Grupos conservacionistas, gobiernos locales y agencias de recursos naturales utilizan los datos recopilados por StreamWatch para evaluar las condiciones de los arroyos y respaldar la toma de decisiones en la planificación y gestión ambiental.   

### Voluntarios
Un grupo de alrededor de 70 voluntarios capacitados se encarga de monitorear las condiciones de los arroyos en lugares representativos a lo largo de la cuenca. Tanto voluntarios como profesionales recopilan datos sobre invertebrados bentónicos (que sirven como bioindicadores), sedimentación, hábitat de arroyos y otros parámetros utilizando protocolos científicos establecidos. StreamWatch también realiza un seguimiento de los datos sobre el uso de la tierra, lo que incluye información sobre la agricultura, la silvicultura y el desarrollo residencial y comercial. El trabajo de campo, la interpretación de datos y la elaboración de informes están supervisados por un comité asesor técnico que incluye a científicos académicos y de agencias de recursos naturales. Además, StreamWatch recopila datos sobre la cuenca del río Rivanna provenientes de otras organizaciones.

### Recopilación de datos
Desde la primavera de 2007, StreamWatch se embarcó en un estudio para investigar las interacciones entre el uso de la tierra, el hábitat de los arroyos y la biología de los arroyos en la cuenca del río Rivanna. Más de 120 voluntarios, pasantes, profesionales ambientales y académicos colaboraron en la recopilación, gestión y análisis de datos procedentes de 51 sitios y sus respectivas cuencas.